# Козачі вовчі сотні
Козачі вовчі сотні (рос. Казачьи волчьи сотни) — добровольчі кавалерійські підрозділи козаків у складі Вермахту періоду Другої світової війни.

## Історія
За традиціями Громадянської війни 1917–1921 років генерал Андрій Шкуро став організувати Вовчі сотні на межі 1943–1944 років. Відмінною ознакою були папахи з вовчої шкіри і біла голова оскаленого вовка на чорному фоні на одязі.
1-шу Вовчу сотню сформували 26 грудня 1943 у селищі Тавель біля Сімферополя за ініціативою молодих добровольців на основі Особливої гірської сотні. Нею командував підосавул П. Беспалов, котрий воював до того на Кубані у Самостійній козачій гірській сотні. На її основі була створена парашутно-десантна група «Атаман» у Кракові. Згодом вона увійшла до розвідувально-диверсійної школи «Атаман» при штабі Походного отамана Козачих військ С. В. Павлова. У жовтні 1944 переведена до Італії.
2-у Вовчу сотню заклали на взимку 1943 і остаточно сформували на початку лютого 1944 під командуванням осавула П. К. Ємцова у Юзівці (Донецьку). Наприкінці лютого 1944 їх відправили до Франції, де їх застосовували на Атлантичному валі, для боротьби з Рухом Опору.
3-я Вовча сотня була сформована після відступу Вермахту з Кубані. До неї увійшло 146 кубанських козаків під проводом отамана станиці Дінська П. Рябовола. На теренах України їх застосували для боротьби з партизанами біля міста Гайсин. При наближенні фронту сотню приєднали до 14-го козачого зведеного полку (згодом 69-й козачий батальйон). Вони брали участь у січні 1944 під Рівним у боях з Червоною армією, у вересневому придушенні Варшавського повстання. На початку 1945 69-й козачий батальйон передали до 15-го козачого кавалерійського корпусу СС.
У березні 1945 генерал А. Шкуро спробував створити Вовчий батальйон з близько 2.000 добровольців під командуванням полковника Кравченко. До капітуляції Третього Рейху 8 травня 1945 вони не встигли взяти участь у бойових діях.